# Megacentron erebeum
Megacentron erebeum är en tvåvingeart som först beskrevs av Frederick Askew Skuse 1889.  Megacentron erebeum ingår i släktet Megacentron och familjen fjädermyggor. Inga underarter finns listade i Catalogue of Life.